# Naskalnik Dickfelda
Naskalnik Dickfelda (Julidochromis dickfeldi) – gatunek słodkowodnej ryby z rodziny pielęgnicowatych (Cichlidae). Hodowana w akwariach.

## Występowanie
Gatunek endemiczny jeziora Tanganika. Spotykany w strefie żwirowatego i skalnego litoralu w południowo-zachodniej części jeziora.

## Opis
Wydłużony, walcowaty kształt ciała z wysoką płetwą grzbietową i grubymi, miękkimi wargami. Na żółto-brązowym tle wzdłuż całego ciała ciągną się trzy czarne pasy. Wszystkie płetwy szare, niebiesko obrzeżone. Dymorfizm płciowy słabo widoczny. Osiąga przeciętnie 11 cm długości.
Zaliczany jest do grupy szczelinowców. Potrzebują skalistego wystroju akwarium, z wieloma szczelinami dającymi im schronienie. Źle znoszą zmiany wystroju zbiornika. Stosunkowo spokojna ryba wykazująca zwiększoną agresję w okresie tarła. Gatunek monogamiczny. Opieką nad potomstwem zajmują się oboje rodzice. Samica opiekuje się potomstwem bezpośrednio, samiec natomiast chroni obrane terytorium przed intruzami. W jednym rewirze mogą przebywać rodziny wielopokoleniowe.
| Zalecane warunki w akwarium | Zalecane warunki w akwarium |
| --------------------------- | --------------------------- |
| Zbiornik                    | średni                      |
| Temperatura wody            | 24–27 °C                    |
| Twardość wody               | twarda 8–25°n               |
| Skala pH                    | 7,3–8,8                     |
| Pokarm                      | żywy, mrożony i suchy       |